# Розалінда Челентано
Розалінда Челентано (італ. Rosalinda Celentano; нар. 15 липня 1968, Рим, Італія) — італійська акторка, співачка і художниця. Молодша дочка Адріано Челентано і Клаудії Морі.

## Біографія
Вихованням Розалінди, її старшої сестри Розіти і брата Джакомо займалася в основному мати. За спогадами актриси, Клаудія Морі була жінкою авторитарною і виховувала дітей в строгості, батько ж (Адріано Челентано) рідко бував удома через активну творчу діяльність. У шість років разом сестрою, братом і батьками знялася в рок-мюзиклі «Юппі-Ду» (1975), поставленому її батьком. У 18 років Розалінда пішла з батьківського дому, вона хотіла більшого особистого простору і можливості займатися мистецтвом, чому опиралися її батьки. Після цього вона шість місяців жила на вулиці з бездомними, поголила голову..
Акторська кар'єра Челентано почалася в 1988 році з ролі секретаря в фільмі «Потяг з вершками». Однак на початку творчої діяльності вона більше займалася музикою і живописом. Челентано на початку 1990-х років записала кілька музичних синглів, в 1990 році брала участь в пісенному фестивалі в Сан-Ремо. В 1991 році вона виграла на конкурсі «Festivalbar» з піснею «Quanti treni». Як бек-вокалістка брала участь в записі альбому батька «Il re degli ignoranti» (1991). Незабаром вона пішла з комерційної естради, але продовжила займатися музикою. Малювати Розалінда почала ще в дитинстві, у неї були виставки в Італії та інших країнах. В 1994 році була ведучою 150-ти випусків програми «VideoOne», телемережі «Supersix», разом з ді-джеєм Роберто Онофрі.
Пізніше Розалінда присвятила себе в основному акторській кар'єрі, вона знімалася у таких режисерів, як Піно Квартулло, Джузеппе Бертолуччі, Вільма Лабате і Ренато Де Марія.
Роль Сатани у фільмі Мела Гібсона «Страсті Христові» 2004 року Челентано отримала випадково. Цей персонаж спочатку взагалі не фігурував в сценарії, але Гібсону, який приїхав до Італії для проведення кастингу, на очі попалися фотографії Розалінди, які справили на режисера враження, в результаті цього він дав акторці роль Сатани. Челентано працювала на зйомках безкоштовно, бажаючи показати, що для неї важлива робота, а не гроші. Заради ролі їй довелося збрити брови і вчити текст на арамейській мові. За цю роль вона також отримала нагороду на кінофестивалі «Global Festival Film» на Іскії того ж року.
В листопаді 2002 року вона стала хрещеною матір'ю і ведучою першої церемонії премії «Etruria Cinema Award», цілком присвяченої кіно, створеного жінками. За свою акторську кар'єру Челентано була номінована на кінопремію «Давид ді Донателло» за найкращу жіночу роль другого плану — у 2000 році за роль у фільмі «Солодкий шум життя» і в 2002 році за роль у картині «Ймовірно, любов». Тричі Челентано була номінантом премії «Срібна стрічка» за найкращу жіночу роль другого плану. Номінації їй принесли ролі у фільмах «Солодкий шум життя», «Один божевільний день!» і «Страсті Христові», в останньому випадку номінація була розділена між Челентано, Монікою Беллуччі та Клаудією Джеріні. Також у 2002 році вона отримала «Золотий глобус» як найкраща акторка другог плану за фільм Ренато Де Марії «Один божевільний день!».
У 36 років Челентано намагалася накласти на себе руки, прийнявши 40 таблеток снодійного і запивши їх горілкою. Її встигли врятувати лікарі.
В 2008 році вона знялася в документальному фікшені «Готівкові гроші, подорож банкноти», за ідеєю Джорджо Джона Скварчи і Франчески Фогар. В 2010 році вона вирушила в турне з театральною п'єсою «Le quattro sorelle» разом з Лізою Гастоні.
З вересня 2020 року Розалінда бере участь в п'ятнадцятому випуску телепрограми «Танці з зірками», яку веде Міллі Карлуччі в парі з Тінною Хоффманн.

## Особисте життя

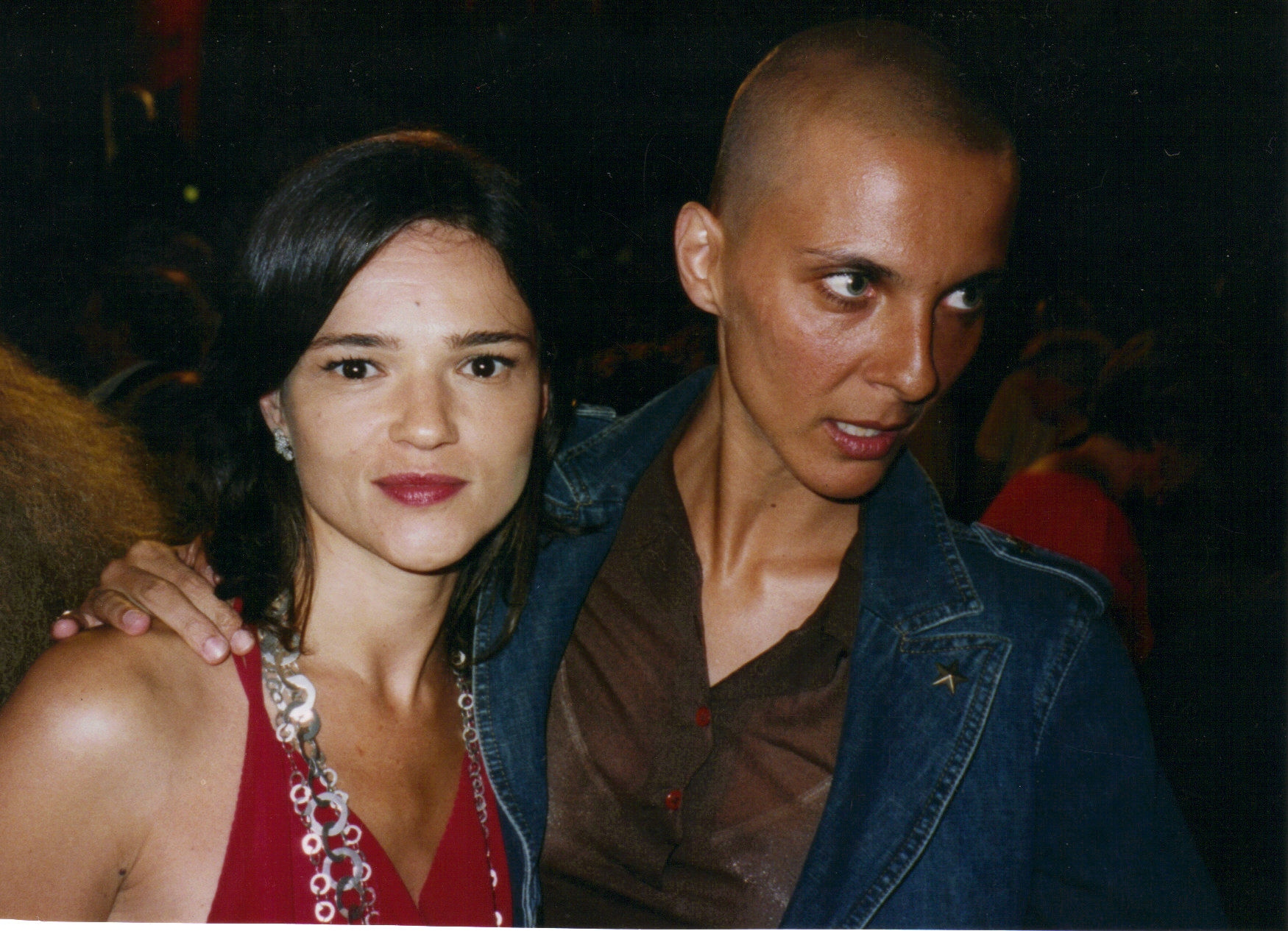
Розалінда Челентано і К'яра Казеллі (2002)

Розалінда Челентано не приховує, що є бісексуалкою. Вона публічно заявила, що у неї були романи і з чоловіками, і з жінками, в тому числі з акторками Монікою Белуччі і Азією Ардженто. Розалінда мала стосунки з Беллуччі, коли їй було 24 роки, а Моніці 28.. Італійський співак Б'яджо Антоначчі в одному зі своїх інтерв'ю розповів про стосунки з Розаліндою. Вони зустрілися, коли він тільки починав свою кар'єру, а їй виповнилося 18 років. Пісні «Pazzo di lei» і «Quanto tempo e ancora», присвячені їхнім стосункам, високо оцінила італійська публіка. Розалінда була запрошена з сестрою Розітою знятися у відеокліпі пісні. У 2013 році Челентано в інтерв'ю італійському виданню «Vanity Fair» зізналася, що хоче укласти шлюб зі своєю коханою — акторкою Сімоною Боріоні, однак італійське законодавство не дозволяє одностатеві шлюби. У травні 2015 року Розалінда зізналася що закінчила їхні відносини і знову вільна. Через тиждень після розставання з Боріоні Розалінда прилетіла в Мілан, де ввечері була помічена з незнайомим чоловіком, з яким цілувалася.

## Фільмографія

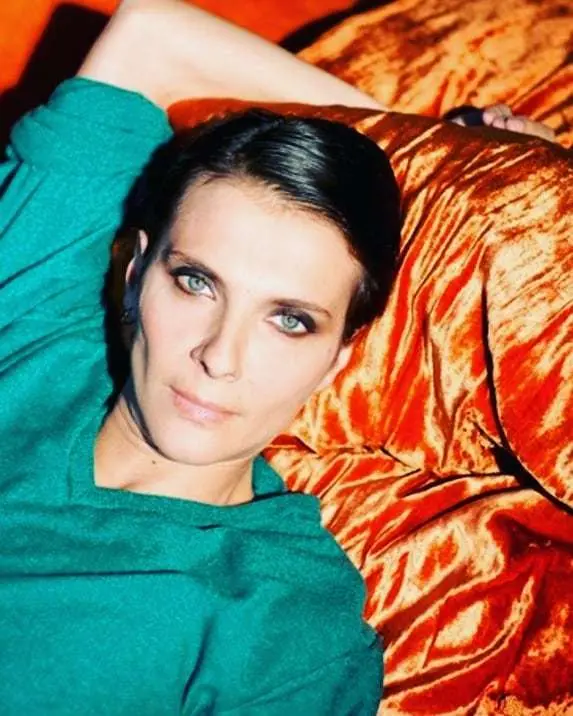
Розалінда Челентано

| Рік  |     | Українська назва                     | Оригінальна назва                        | Роль                     |
| ---- | --- | ------------------------------------ | ---------------------------------------- | ------------------------ |
| 1988 | ф   | Поїзд з вершками                     | Treno di panna                           | секретар                 |
| 1993 | ф   | Жінки більше не хочуть               | Le donne non vogliono più                | Клаудія                  |
| 1995 | ф   | Палермо-Мілан: Квиток в одну сторону | Palermo Milano solo andata               | Паола Теренціо           |
| 1998 | с   | Дружина для друга                    | Una donna per amico                      | Джорджія                 |
| 1999 | ф   | Солодкий шум життя                   | Il dolce rumore della vita               | Лоліта                   |
| 1999 | ф   | Будинок Ірми                         | A casa di Irma                           | Загор                    |
| 2001 | ф   | Неділя                               | Domenica                                 | черниця                  |
| 2001 | ф   | Ймовірно, любов                      | L'amore probabilmente                    | К'яра                    |
| 2002 | ф   | Один божевільний день!               | Paz!                                     | Джанна                   |
| 2002 | ф   | Хороший друг                         | Bell'amico                               | епізод                   |
| 2003 | тф  | Добрий тато                          | Il papa buono                            | Тереза                   |
| 2003 | ф   | Щоденник порнозірки                  | Poco più di un anno fa                   | Місяць                   |
| 2003 | ф   | Пожирач гріхів                       | The Order                                | дівчина зі впалими очима |
| 2004 | ф   | Страсті Христові                     | The Passion of the Christ                | Сатана                   |
| 2005 | тф  | Тунель                               | Der Todestunnel — Nur die Wahrheit zählt | Патриція Скрад           |
| 2007 | ф   | Всі жінки моєму житті                | Tutte le donne della mia vita            | Ізабелла                 |
| 2007 | ф   | 7 кілометрів до Єрусалиму            | 7 km da Gerusalemme                      | Сара                     |
| 2008 | ф   | Наш Месія                            | Il nostro messia                         | Мара Роверз              |
| 2010 | с   | Гріх і сором                         | Il peccato e la vergogna                 | Марія Пія Торрічеллі     |
| 2011 | с   | Гаряча кров                          | Sangue caldo                             | таємнича жінка           |
| 2012 | док | Ніч Плащаниці                        | La notte della Sindone                   | епізод                   |
| 2013 | ф   | Бухгалтер мафії                      | Il ragioniere della mafia                | епізод                   |
| 2014 | ф   | Казки про любов                      | Racconti d'amore                         | епізод                   |
| 2018 | ф   | Народжений заново                    | Nati 2 volte                             | епізод                   |

## Телепередачі
- 1989 — Розраховую на тебе (Conto su di te), канал Rai 2
- 1994 — ВідеоОдин (VideoOne), канал Supersix
- 2001 — Першотравневий концерт (Concerto del Primo Maggio), канал Rai 3
- 2008 — Готівка, подорож банкноти (Cash, viaggio di una banconota), канал All Music
- 2020 — Танці з зірками (Ballando con le stelle), канал Rai 1, конкурент

## Дискографія
Сингли
- 1990 — «L'età dell'oro»
- 1991 — «Quanti treni»

## Відеокліпи
- Kamasutra дуету Paola & Chiara (2003)
- Pazzo di lei співака Б'яджо Антоначчі (2005)

## Театр
- 2002 — «La formula»
- 2010 — «Le quattro sorelle»
- 2011 — «Dr. Jekyll and Mr. Hyde»

## Нагороди та номінації
Давид ді Донателло
- 2000 — номінація на Найкраща жіноча роль другого плану за «Солодкий шум життя»
- 2002 — номінація на Найкраща жіноча роль другого плану за «Ймовірно, любов»

Срібна стрічка
- 2000 — номінація на Найкращу жіночу роль другого плану за «Солодкий шум життя»
- 2002 — номінація на Найкращу жіночу роль другого плану за «Один божевільний день!»
- 2005 — номінація на Найкращу жіночу роль другого плану за «Страсті Христові»

Золотий глобус
- 2002 — Найкраща жіноча роль другого плану за «Один божевільний день!»

Інші премії
- 2004 — Глобальний кінофестиваль у Іск'ї за «Страсті Христові»
- 2008 — Хрещена мати Кінофестивалю Magna Grecia